# Shandi Finnessey
Shandi Ren Finnessey (Florissant, 9 giugno 1978) è una modella statunitense incoronata Miss USA 2004.

## Biografia
Prima di essere eletta Miss USA 2004, Shandi Finnessey aveva vinto il titolo di Miss Missouri 2003 ed aveva partecipato a Miss America, dove aveva ricevuto uno de riconoscimenti preliminari. Come detentrice della corona di Miss USA, la Finnessey ha rappresentato gli Stati Uniti anche a Miss Universo 2004, dove si è classificata al secondo posto, subito dopo la vincitrice, l'australiana Jennifer Hawkins.
Nel 2002, la Finnessey ha scritto un libro per bambini, The Furrtails, in cui invitava i piccoli lettori ad apprezzare i loro coetanei afflitti da disabilità. Inoltre ha affiancato Chuck Woolery nella conduzione del quiz televisivo Lingo nell'agosto 2005 all'inizio della quarta stagione dello show, prendendovi parte sino al termine delle trasmissioni avvenute nel 2008. Nell'aprile 2006 la Finnessey è apparsa regolarmente nella serie interattiva PlayMania.
Il 23 febbraio 2007, PlayMania si è scisso in due show: 100 Winners e quiznation. La Finnessey è diventata la conduttrice di quiznation, una versione di PlayMania, leggermente modificata, in cui ha continuato a lavorare sino al 21 ottobre 2007. Nel 2005 la Finnessey è stata una commentatrice per il concorso Miss USA e nel 2006 per Miss Universo, oltre che una corrispondente della CBS per il torneo di blackjack Ultimate Blackjack Tour. Dal 2004 al 2007 ha condotto CMT Sexiest Man e CMT Sexiest Women per un totale di 8puntate. Nel 2007 ha partecipato come concorrente al programma Dancing with Stars.Nel 2008 è stata ospite di Phenomenon si è prestata come opinionista fissa e presentatrice di un piccolo spazio dedicato alla benessere dal 2008 al 2010 al programma Prime News With Erica Hill. Nel 2009 ha condotto Yappy Broads e Tour Roads tale programma è stato riconfermato nel 2010 e nel 2011 poi la Finnessey ha preferito lasciare il programma per dedicarsi alla recitazione. Nel 2011 è apparsa alle serate di Miss USA nel ruolo di giudice. Nel 2012 è ritornata alla conduzione con 18 puntate del programma ENTV Minute ruolo riconfermato nel 2013 cui condurrà da febbraio altre 16 puntate. Citiamo il nome della Finnessey al film televisivo Sharktopus nel 2010 in cui recita in un piccolo cameo a fianco di Eric Roberts segue il film televisivo Piranhaconda nel 2011 di cui è protagonista e recita a fianco di Rachel Hunter. Nel 2013 è al cinema con il film Garbage che è in uscita prossimamente nelle sale qui la vedremo recitare con Michael Madsen.